# Мухин, Виктор Иванович
Виктор Иванович Му́хин (1914—1977) — советский скульптор. Заслуженный деятель искусств УССР (1956).

## Биография
Родился 15 (28 сентября) 1914 года в селе Зайцево (ныне Бахмутский район, Донецкая область, Украина).
В 1938 году окончил КГХИ (педагоги Ж. Диндо и Л. Шервуд).
Преподавал в Луганском художественном училище. Среди его воспитанников — П. И. Кизиев, А. Ф. Лакатош, Н. В. Можаев.
Произведения:
- памятник «Клятва» молодогвардейцам в Краснодоне (1954, в соавторстве);
- монумент «Украина — освободителям» в пгт Меловом Луганской области (1972, в соавторстве);

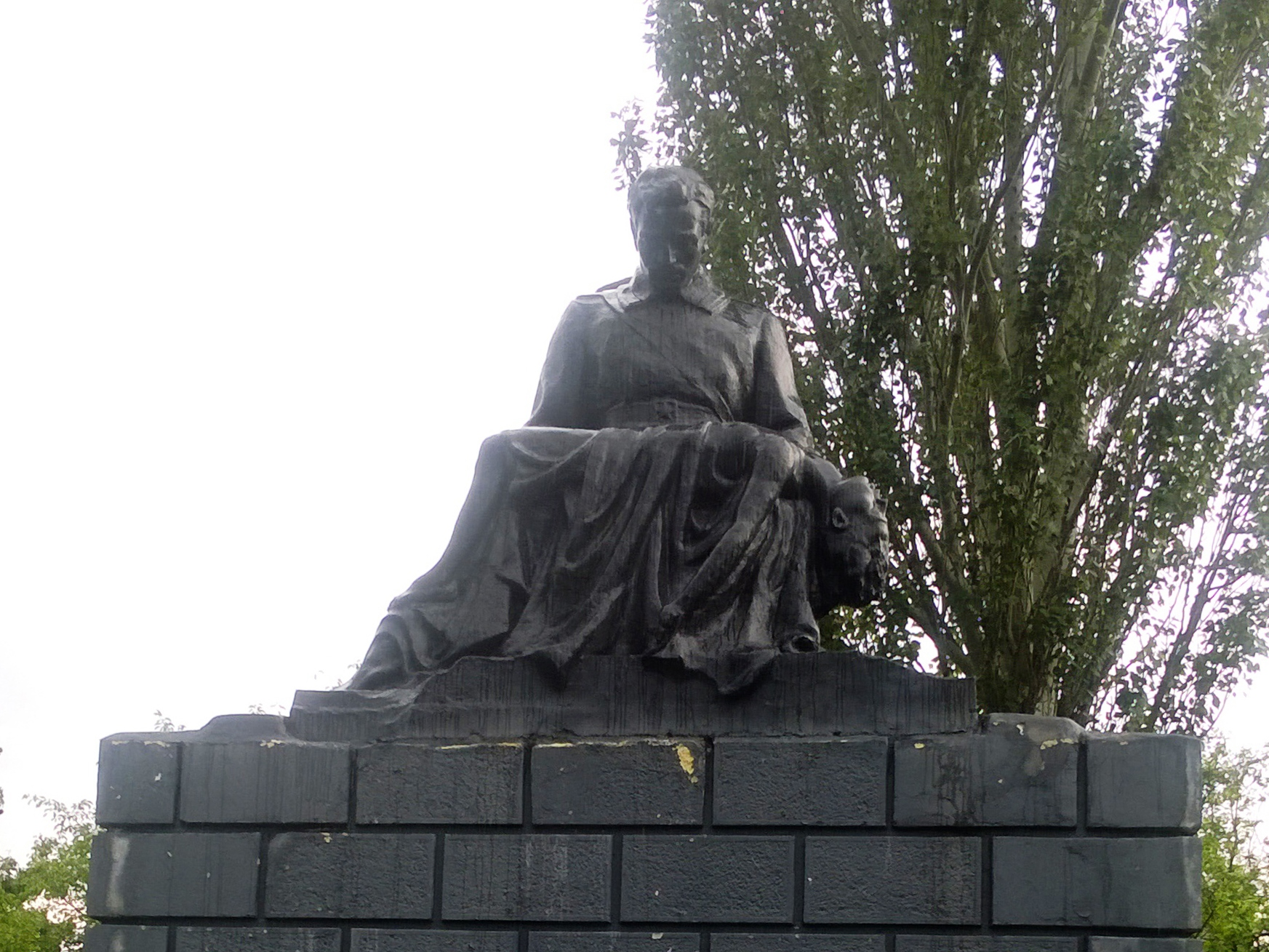
Памятник в Луганске «Не забудем — не простим». В. Федченко и В. Мухин

- портреты.

## Награды
- орден Трудового Красного Знамени (24.11.1960);
- заслуженный деятель искусств УССР (1956);
- Государственная премия УССР имени Т. Г. Шевченко (1973) за монумент «Украина — освободителям» в селе Меловое (Луганская область).